# Магазинский сельский совет
Магазинский сельский совет (укр. Магазинська сільська рада, крымскотат. Mağazı köy şurası), согласно законодательству Украины — административно-территориальная единица в Красноперекопском районе Автономной Республики Крым.
Население по переписи 2001 года — 2959 человек. Площадь сельсовета — 98 км².
К 2014 году состоял из 4 сёл:
- Магазинка
- Богачёвка
- Новоалександровка
- Новоивановка

## История
В 1960 году был создан Магазинский сельский совет путём преобразования Ново-Александровского сельсовета и на 15 июня 1960 года уже имел современный состав. С 12 февраля 1991 года сельсовет в восстановленной Крымской АССР, 26 февраля 1992 года переименованной в Автономную Республику Крым. С 21 марта 2014 года в составе Крыма аннексирован Россией. Законом «Об установлении границ муниципальных образований и статусе муниципальных образований в Республике Крым» от 4 июня 2014 года территория административной единицы была объявлена муниципальным образованием со статусом сельского поселения.